# Flatschach
Flatschach est une ancienne commune autrichienne du district de Murtal en Styrie qui a été rattachée à la ville de Spielberg le 1er janvier 2015.